# Im Hasberg
Im Hasberg, teilweise auch Im Hassberg oder Im Haßberg, ist als ein Teil der ehemals selbstständigen Gemeinde Ihmert seit dem 1. Januar 1975 ein Ortsteil der Stadt Hemer in Nordrhein-Westfalen. Die Siedlung liegt zwischen Holmecke und Ihmerterbach im Norden sowie Ihmert im Süden.
Der Name Ha(s)sberg trat im Jahre 1829 zum ersten Mal auf, womit es zu den jüngsten Teilen Ihmerts gehört. 1885 lebten erst fünf Bewohner in diesem Gebiet. Der Begriff Hass deutet darauf hin, dass am dortigen Berghang ein Moorgebiet lag.
Im Hasberg liegt unter anderem die evangelische Kirche des Ortsteils.